# La mort d'Artús

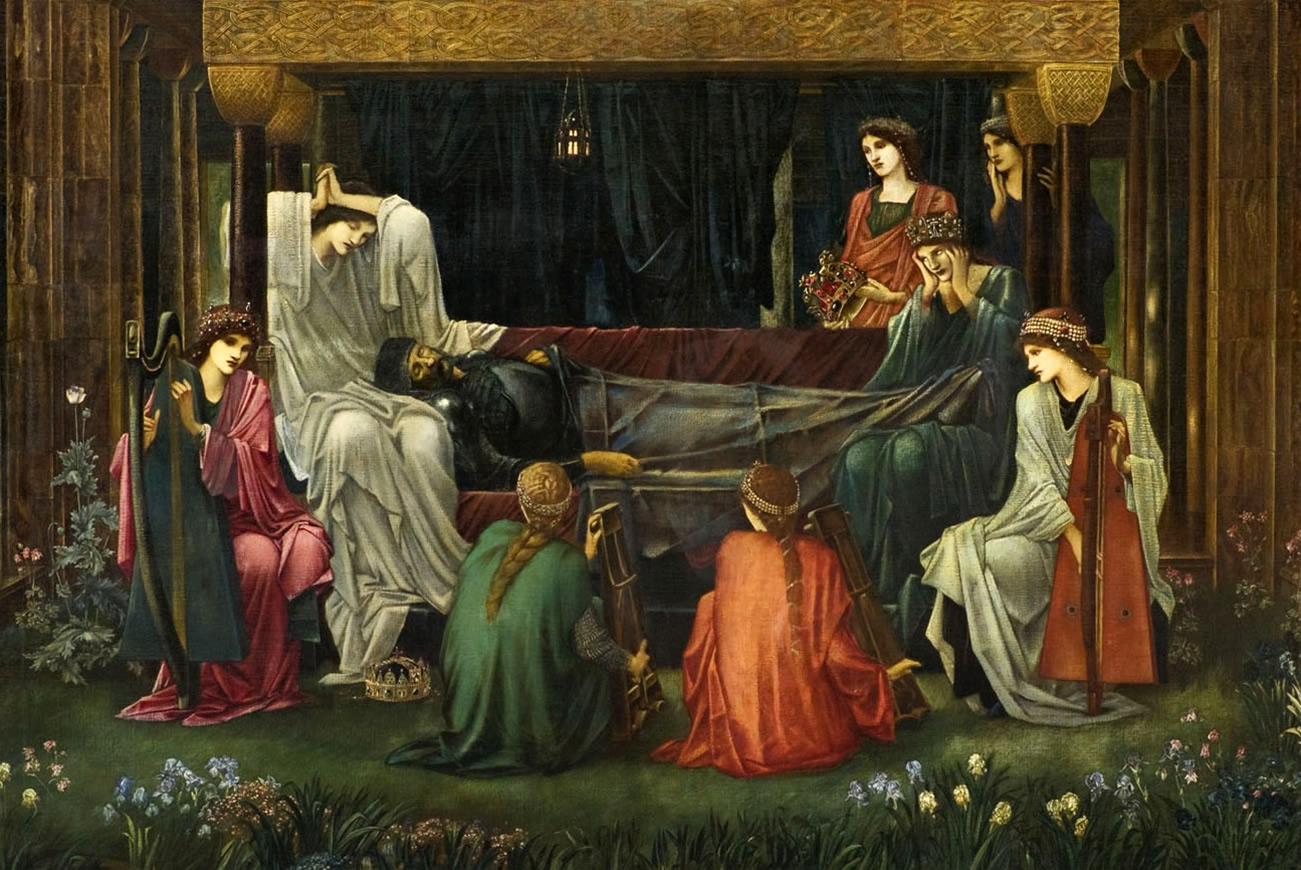
Detall de L'últim son d'Artús amb Morgana i altres fades vetllant el rei, pintura d'Edward Burne-Jones (1898)

El llibre Le Morte d'Arthur ('la mort d'Artús'; originalment titulat le morte Darthur, en anglonormand) és la versió de sir Thomas Malory sobre la història del rei Artús i els cavallers de la Taula Rodona, basada en diverses llegendes angleses i franceses.
Algunes parts del llibre són material original de Malory, mentre que unes altres són les interpretacions que Malory va donar a històries anteriors. El llibre va ser publicat per primera vegada el 1485 per William Caxton. Encara que no es tracta de l'obra més antiga sobre el gènere artúric, La mort d'Artús es compta entre les més conegudes. Ha inspirat novel·les com la de John Steinbeck Els fets del rei Artús i els seus nobles cavallers o The Once and Future King de T. H. White, així com diverses pel·lícules.

## Antecedents
Les històries del rei Artús i els cavallers de la taula rodona són àmpliament conegudes en gran manera gràcies als romàntics anglesos del segle xix i a l'obra de Richard Wagner. Aquests treballs estan basats en les obres escrites que van sorgir a Europa entre els segles XII i XVI els quals, al seu torn, s'inspiraven d'històries provinents del folklore oral. Tot i que el nom d'Artús i les referències al seu regnat es troben en antics manuscrits del segle xi i principis del xii, els historiadors reconeixen que els personatges artúrics apareixen d'una manera completa per primer cop en la Historia Regum Britanniae, escrita entre 1130 i 1136 per l'historiador gal·lès Geoffrey de Monmouth Però és amb el poeta francès Chrétien de Troyes que s'estructuren les bases de les llegendes artúriques. D'entre les seves obres, la més famosa és probablement la inacabada Perceval o el Conte del Graal, on s'introdueix la famosa recerca d'aquest objecte misteriós com a trama principal de les peripècies dels cavallers de la Taula Rodona. Troyes va morir el 1190 i a la fi del mateix segle, Robert de Boron va escriure la trilogia Li livres dou Graal, on les aventures del rei Artús i els seus cavallers assoleixen una configuració definitiva, en especial amb el fet d'associar el Graal al Sant Calze.
Al segle següent, concretament entre el 1200 i el 1210, Wolfram von Eschenbach va recuperar al cavaller Perceval com a personatge protagonista del seu poema èpic Parzival. Cap al 1230, les llegendes artúriques van ser recopilades en La Vulgata o Lancelot-Graal; l'anònim compilador d'aquest cicle afirma que es tracta de testimoniatges recollits d'un manuscrit propietat del rei Artús, amb les històries explicades tal com les havien viscut els seus protagonistes. La Vulgata és un extens cicle de més de 2.800 pàgines, que ocupa cinc volums. Durant els següents dos-cents anys, les poques obres noves sobre les llegendes artúriques van aconseguir escassa rellevància històrica, amb excepció d'esments per Dante i Bocaccio.

## La identitat de Malory

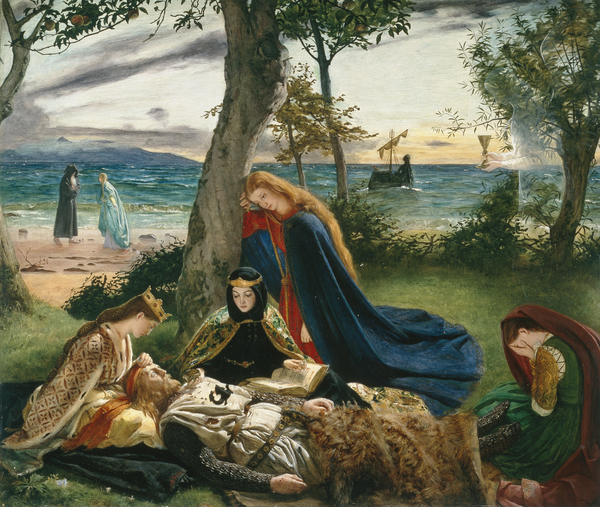
La mort del rei Artús, oli de James Archer (1860)

Existeix la incertesa sobre la veritable identitat de Thomas Malory. La hipòtesi generalment més acceptada és que es tractava de Thomas Maleore, de Newbold Revell a Warwickshire, nascut a principis del segle xv, que va servir amb el comte de Warwick i va lluitar a Calais el 1436. D'acord amb aquesta hipòtesi, Malory va passar els últims vint anys de la seva vida a la presó, condemnat per diversos assassinats, o per un intent d'assassinat i violació. Es creu que va ser a la presó on Malory va escriure la seva obra literària, encara que als historiadors els resulta difícil vincular una personalitat literària refinada amb la d'un presumpte assassí i violador. Una altra hipòtesi suggereix que Malory vivia a Yorkshire, perquè el llenguatge amb el qual l'obra va ser escrita suggereix que l'autor era del nord de Warwickshire.
Si les diferents interpretacions de la vida de Malory coincideixen en alguna cosa, és en què Malory era un aristòcrata que lamentava la fi de les eres de cavalleria; i que efectivament va passar un temps a la presó, on probablement va escriure La mort d'Artús. Si Malory va fer el servei militar a França, és probable que la seva obra fos escrita quan va ser capturat per Jaume d'Armanyac-Nemours, que tenia una vasta biblioteca sobre temes artúrics.
Malory mai va veure la seva obra publicada, perquè va morir catorze anys abans que Caxton la imprimís per primera vegada. De fet, en el colofó de la mort d'Artús, Malory sol·licita als lectors que resin pel seu ràpid alliberament si és que encara no ha mort; o que resin per la seva ànima en cas contrari.

## Diferents edicions a través dels segles

### Primera impressió de l'obra
William Caxton va imprimir l'obra de Malory per primera vegada el 1485. En morir Malory, l'obra es trobava sense revisar, per la qual cosa Caxton va ser la primera persona que es va encarregar de fer la revisió inicial, i l'organització del text. L'edició va ser tan popular, que, amb alguns canvis i afegiments, va ser reimpresa el 1498, i novament el 1529 per Wynkyn de Worde, el successor de Caxton en la mateixa impremta.
Malory va escriure la seva obra en forma d'un cicle sota el títol The hoole booke of kyng Arthur & of his noble knyghtes of the rounde table (‘El llibre complet del rei Artús i els seus nobles cavallers de la taula rodona’, en anglès del segle XV). El títol La mort d'Artús, es referia únicament a l'últim episodi del conjunt. En imprimir-ho i publicar-ho, és probable que Caxton hagués malinterpretat les intencions de l'autor. Caxton va dividir l'obra en vint-i-un llibres amb una mitjana aproximada de vint-i-quatre capítols per llibre, donant un total de 507 capítols. A l'inici de cada capítol i al final de cada llibre, Caxton va afegir també rúbriques que descrivien l'acció. A més, va escriure una introducció justificant la publicació, i descrivint l'organització de l'obra.
Sobreviuen dues edicions originals del text de Caxton, una està allotjada a la biblioteca John Rylands, de la Universitat de Manchester, Anglaterra, i l'altra es troba a la biblioteca Pierpont Morgan, a Nova York.

### Reimpressions fins alseglexix
Durant els següents dos segles, diferents impremtes van fer tres noves edicions de l'obra de Malory, el 1557, 1585 i 1634. A cadascuna d'elles es van fer addicions, es van corregir errors previs, i també es van incorporar nous errors. Posteriorment, el llibre va ser relegat a un segon pla fins que el romanticisme del segle xix va reviure l'interès pels temes de l'edat mitjana. El 1816 va haver-hi dues publicacions independents, ambdues basades en el text publicat el 1634, conegut com l'edició de Stansby. A partir d'aquest moment, es van utilitzar mescles de l'edició original de Caxton, amb la de Stansby, en les reedicions que van precedir al descobriment del manuscrit de Winchester.

### El manuscrit de Winchester

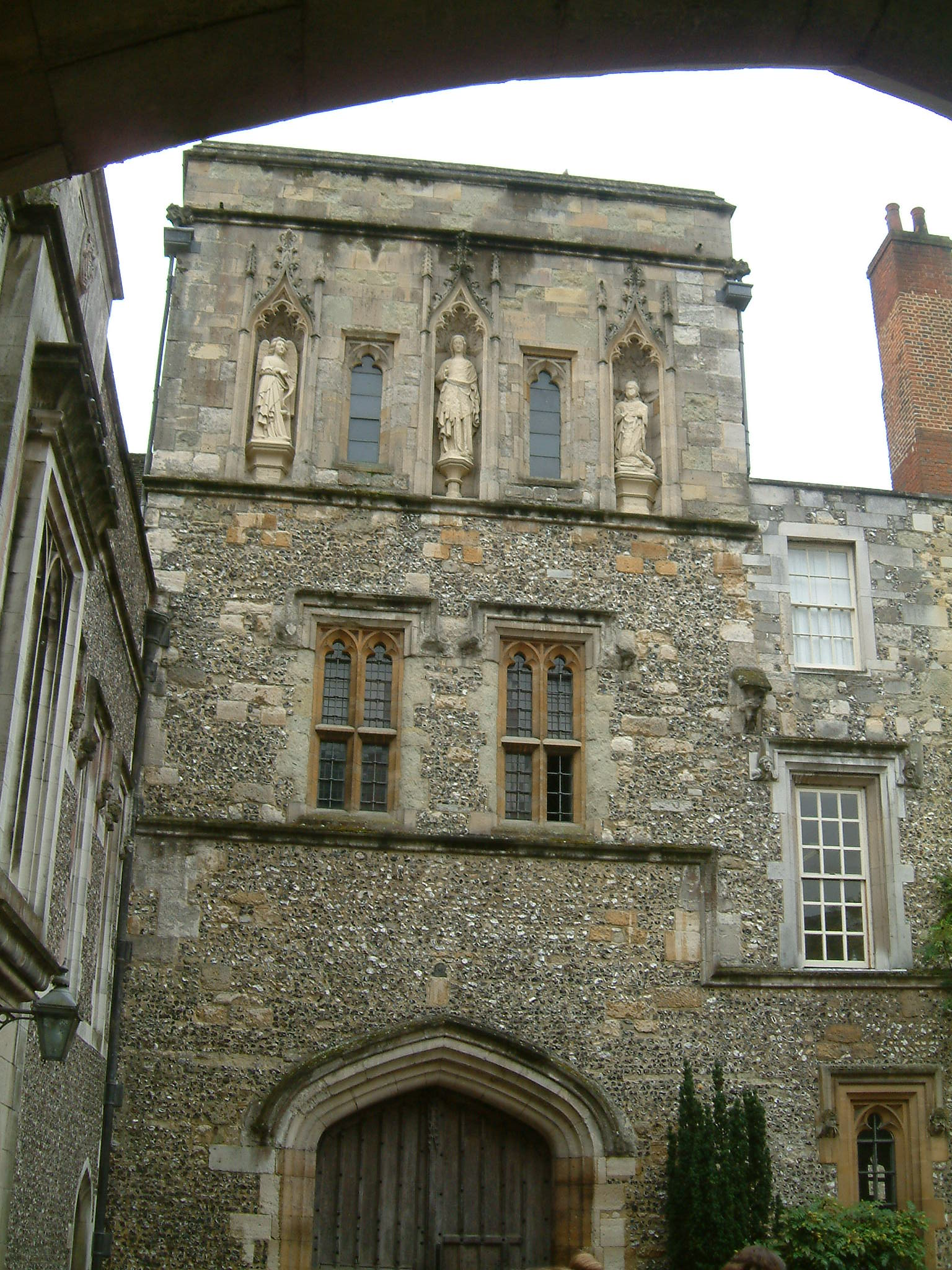
El Col·legi de Winchester.

En catalogar-se la biblioteca del Col·legi de Winchester, el 1934, es va descobrir un manuscrit que havia romàs ocult en el patrimoni. Fet i fet, aquest manuscrit va resultar ser una de les troballes més importants fets al segle xx sobre literatura medieval. El manuscrit de Winchester és una versió de La mort d'Artús, que es considera més propera al treball original de Malory que al text de Caxton; encara que ambdues obres deriven de forma independent d'una còpia més antiga. Els exàmens microscòpics que van ser practicats al manuscrit van mostrar que aquest provenia del taller de Caxton, ja que tenia restes de còpies d'algunes pàgines impreses en el tipus de lletra que Caxton utilitzava. A diferència de l'edició de Caxton, el manuscrit de Winchester no està dividit en diversos Llibres i capítols (de fet, Caxton s'atribueix tal divisió, en el prefaci del llibre).
Eugène Vinaver, professor de Llengua i Literatura Franceses de la Universitat de Manchester, va donar a conèixer el 1947 una edició en tres volums de l'obra de Malory, basada en el manuscrit de Winchester. Vinaver va acompanyar l'edició amb l'argument que Malory no havia escrit un llibre únic, sinó que en realitat es tractava d'una sèrie d'aventures artúriques independents, que no necessàriament havien de ser coherents entre si. Vinaver va cridar a la seva edició "Els treballs de Sir Thomas Malory", al·ludint expressament a l'existència de múltiples obres, que havien estat reunides per iniciativa de Caxton.
La hipòtesi de Vinaver explicava les discrepàncies que hi havia entre les diferents seccions del text de Caxton, i que abans havien causat inquietud entre els estudiosos. No obstant això, l'assumpte de la cohesió de les parts mai ha estat resolt a satisfacció. De qualsevol manera, el text del manuscrit de Winchester va fer més assequible l'obra, per la qual cosa moltes de les publicacions modernes es basen a Winchester, i no en Caxton. John Steinbeck, guanyador del premi Nobel de literatura el 1962, manifesta que, encara que el primer llibre que va tenir a la seva vida va ser una còpia de l'edició de Caxton, en conèixer el manuscrit de Winchester dècades després, va preferir usar aquest últim com a font per a la seva obra artúrica.

## Característiques
El paper dels cavallers en les batalles havia decaigut des dels segles xii i xiii, però va ser després de les batalles de Crécy i d'Agincourt, en la Guerra dels Cent Anys que els cavallers van passar a ser protagonistes més freqüents de la literatura, i no de la vida militar. Malory va ser un de diversos autors que van intentar rescatar la imatge dels cavallers a partir de nombroses fonts medievals, principalment textos francesos. La nostàlgia i la idealització de les eres de cavalleria és notòria en tota l'obra, però la característica distintiva de La mort d'Artús és una prosa precisa, breu i escarida; que s'allunya de les ideologies i al·legories que predominen en altres textos artúrics. Partint d'un material tradicional ric en històries entrellaçades i al·legories religioses, Malory va crear una història més àgil i dinàmica; en la qual predomina el realisme, i els passatges màgics són sol complement de la trama. Els detalls terrenals tenen més rellevància, al grau que Malory li dona importància fins al cost de les expedicions i de les aventures dels cavallers. Aquest últim, juntament amb altres detalls que poden semblar prosaics, recorden que Malory era un militar, instruït i piadós; però no un docte estudiós de la llegenda artúrica.
Un dels factors que més contribueixen al seu relatiu èxit és l'estil modern utilitzat per relatar material clàssic, o, segons Vinaver, l'ús del misteriós poder de l'estil, l'únic mèrit immortal al món dels llibres. Malory prescindeix de llargues disquisicions; és senzill i ràpid en descriure, i concís en la seva narració, concentrant l'impacte dramàtic en els diàlegs. Això marca una gran diferència amb els textos artúrics disponibles en aquesta època. La majoria eren textos francesos en vers, que serveixen a Malory solament com a fonts d'informació, i així són reconeguts per Caxton en el seu prefaci. En diversos passatges de La mort d'Artús, Malory adverteix que va prendre alguna informació del que ell anomena "el Llibre francès". No s'ha precisat si aquesta al·lusió és a una única font, o més aviat a una col·lecció de llibres en francès que van servir com a base, molt probablement a l'obra de Chrétien de Troyes.
És clar que, quan Malory va recopilar informació de diverses fonts, va intentar conciliar les versions, de vegades oposades, sobre alguns detalls de la llegenda. No obstant això, el seu assoliment va ser solament parcial, doncs són notòries diverses inconsistències relatives a detalls sobre els personatges, la seva interrelació i els esdeveniments que els van envoltar. En alguns casos, els estudiosos atribueixen aquests errors a malinterpretacions de Malory en la traducció. Per d'altres, es tracta probablement de confusions de l'autor en manejar la vasta quantitat de material disponible. Entre altres exemples, hi ha el de Bagdemagus, un personatge que en el Llibre II és cosí d'Artús. En el Llibre VI, Lancelot del Llac lluita per Bagdemagus, però en el Llibre X existeix un odi no explicat entre tots dos personatges. Posteriorment, la tomba de Bagdemagus és descrita en el Llibre XVII, però en el Llibre XX, el cavaller encara es troba viu, aconsellant a Lancelot com un amic. Exemples com aquest es repeteixen al llarg de l'obra.

## Sinopsi dela mort d'Artús

### Prefaci de William Caxton a l'edició original

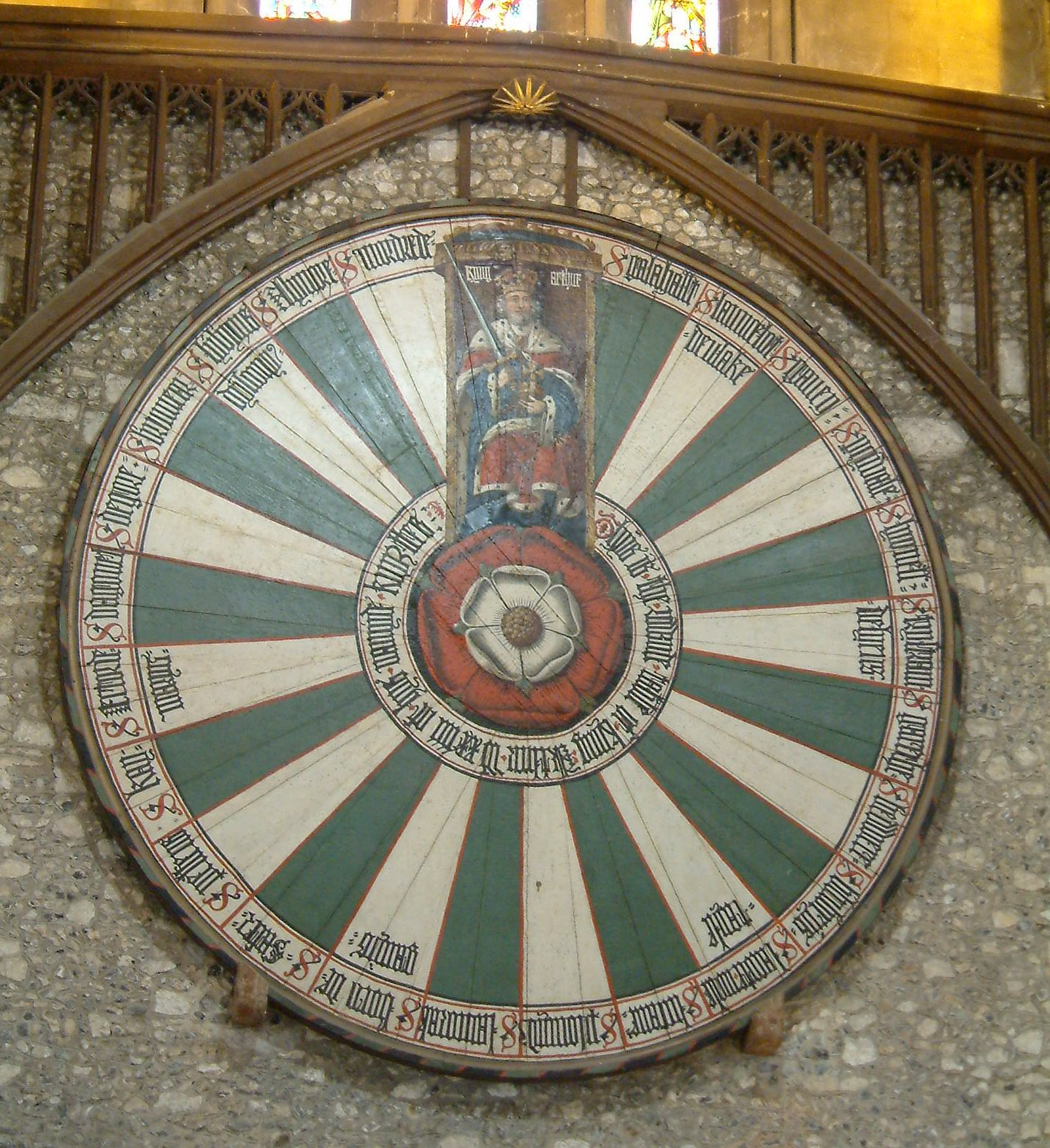
La taula rodona de Winchester.

William Caxton va escriure un extens prefaci, explicant la seva intenció en imprimir La mort d'Artús, i descrivint l'organització en què el lector trobarà l'obra. La presentació de Caxton és una lloança al rei Artús, al que glorifica esmentant el seu lloc entre els nou homes més destacats de la història humana (els Nou preuats). Aquest grup de personatges consisteix en tres pagans (Hèctor de Troia, Alexandre el Gran i Juli Cèsar), tres jueus (Judes Macabeu, David i Josuè), i tres cristians (Carlemany, el rei Artús i Jofré de Bouillon). Caxton opina que, d'entre els nou, Artús és el que mereix més atenció, per ser l'únic nascut 'en aquest regne', i de qui menys s'ha preocupat la història, ja que existeixen nombroses obres que expliquen les gestes dels altres vuit. A més, lamenta que la fama del rei Artús hagi aconseguit les terres d'ultramar més contundentment que a les illes britàniques, doncs ja en aquesta època, era possible "trobar més llibres en neerlandès, italià, espanyol i grec, així com en francès". Caxton troba que aquesta omissió és greu, però que es deu potser al fet que el poble anglès mai havia pres de debò l'existència d'Artús i ho havia cregut un ésser mític.
Addicionalment, Caxton justifica l'obra impresa adduint un encàrrec de diversos nobles i aristòcrates anònims que, coneixent el treball previ de l'impressor, li van sol·licitar "a l'instant" que edités la ressenya d'Artús, els seus nobles cavallers, el Sant Grial i la mort d'Artús; i que aquesta història era més digna de ser impresa que aquella de Godofred de Bouillon o, per al cas, qualsevol dels altres vuit homes magnífics. A continuació es descriuen breument els 21 llibres, que són reunits en quatre grups per la temàtica abordada i els períodes històrics relatats; encara que Caxton en cap moment fa la distinció.

### Llibres I a l'IV,Història del Rei Artús

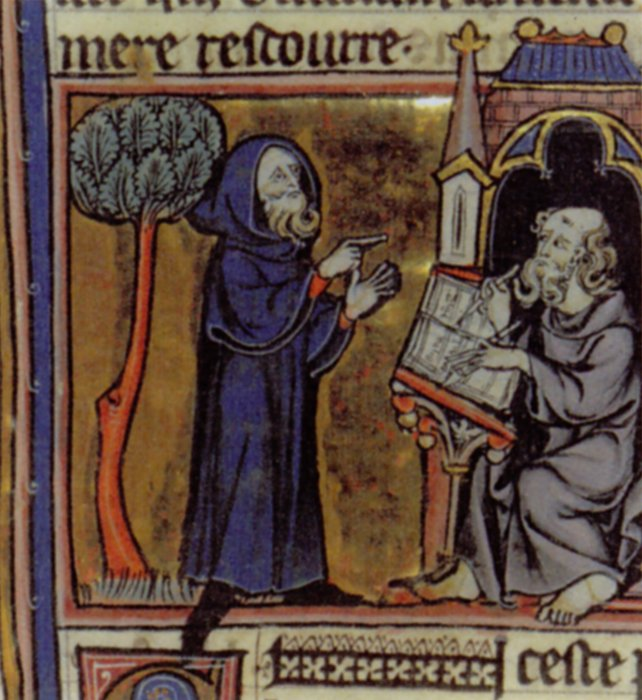
Merlí, miniatura francesa del segle XIII

En aquests quatre llibres, també anomenats Tale of King Arthur (Història del Rei Artús), es narra un període d'aproximadament 20 a 25 anys, i en ells s'assenten les bases per a la resta de l'obra. Malory aboca aquí la majoria dels conceptes que giren al voltant de les llegendes artúriques, i que utilitzarà en la resta de l'obra.
En el Llibre I, compost de 27 capítols, es relaten els orígens d'Artús, la seva conversió en cavaller, la seva coronació i la seva relació amb altres regnes veïns. El Llibre I, per la seva importància en haver creat els fonaments de la resta de l'obra, té un lloc destacat. A continuació s'exposa el detall dels fets narrats en el llibre esmentat.
Ja d'entrada en el primer capítol, es relata la guerra que Uterpendragó, pare d'Artús, que sostenia amb el Duc de Tintagel a Cornualla. La data dels esdeveniments no s'esmenta amb precisió, simplement s'esmenta que l'acció va transcórrer "en els dies del rei Uterpendragó, quan aquest era rei de tota Anglaterra". En el transcurs de la guerra, tots dos personatges es van entrevistar un dia, i Uter es va enamorar d'Igraine, l'esposa del Duc de Tintagel. La parella, en assabentar-se'n, va decidir fugir de la cort d'Uter i refugiar-se al castell de Tintagel. Uterpendragó els va seguir fins allí, i, a través de Sir Ulfius, un cavaller de la seva cort, va buscar l'ajuda de Merlí per "jeure amb la duquessa". Merlí va accedir a ajudar-lo amb la condició de rebre a la criatura que seria engendrada d'aquella unió. Llavors, Merlí va proferir un encanteri que va transformar l'aparença d'Uterpendragó en la del Duc de Tintagel; i l'aparença del mateix Merlí i de Sir Ulfius en dos cavallers de Tintagel. Els tres personatges disfressats van cavalcar deu milles fins al castell on es trobava la Duquessa. Mentre arribaven a la seva destinació, el veritable Duc de Tintagel va morir en una batalla en sortir del seu castell, i tres hores després Uterpendragó va aconseguir el seu objectiu, engendrant a Artús. Quan Igraine va saber de la mort del seu marit, es va preguntar qui havia pogut prendre el seu lloc aquella nit. Uter li va confessar la veritat i la va portar a la seva cort. Igraine va ser d'aquesta manera reina d'Anglaterra. Quan Artús va néixer, va ser lliurat a Merlí, qui al seu torn el va lliurar a Sir Hèctor i a la seva esposa perquè el criessin.
Després de la mort de Pendragó, la incertesa va dominar al país en estar buit el tron. A través de l'arquebisbe de Canterbury, Merlí va convocar a tots els senyors i cavallers del regne, perquè acudissin a Londres el dia de Nadal, on se'ls revelaria un miracle diví que assenyalaria al just hereu del tron. A l'església més gran de la ciutat va aparèixer llavors la mítica "espasa a la pedra" que solament podia ser extreta de la seva base per aquell destinat a ser el rei d'Anglaterra. Artús va ser qui va aconseguir extreure l'espasa, gairebé casualment, el dia de cap d'any, quan es realitzava un torneig a la rodalia on hi participava Keu, germanastre d'Artús.
El Llibre II s'enfoca en les aventures del senyor Balin, un cavaller de la cort d'Artús, des de la seva participació en la batalla del Castell de Terrabil (on Artús va consolidar el seu domini sobre el país), fins a la seva mort juntament amb el seu germà Belen. El Llibre II consta de 19 capítols. En aquest Llibre II, Malory esmenta per primera vegada a Camelot i a la Taula Rodona pels seus noms; i per primera vegada en l'obra apareixen la Dama del Llac, Lancelot i Sir Tristany. També en aquest llibre, Artús rep Excàlibur, com un regal de la Dama del Llac, qui a continuació és decapitada per Balin a causa d'una disputa familiar.
En el Llibre III, compost de 15 capítols, el rei Artús decideix prendre una esposa i per a això escull a Ginebra. El Llibre narra les noces, i la constitució formal dels Cavallers de la Taula Rodona, que en aquest moment sumen vint-i-vuit. En el mateix Llibre, Galvany i Tor són també fets cavallers. En el Llibre IV, Merlí és soterrat viu per Nimue, una Dama del Llac. Artús s'enfronta per primera vegada a la Reina Morgana, que apareix quan Merlí ja no està present.
El Llibre IV està compost de 28 capítols.

### Llibres V al XII

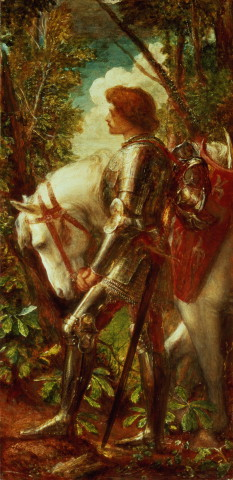
El senyor Galaaz, de G. F. Watts

El Llibre V comença uns 15 a 20 anys després del final del Llibre IV. Es creu que va ser el primer que va escriure Malory. Compost únicament de 12 capítols, aquest llibre presenta Artús com un personatge militar heroic amb grans capacitats, doncs el confronta directament amb l'Imperi Romà. El resultat d'aquesta confrontació és la conquesta de Roma per part d'Artús.
En començar el llibre, l'emperador Lucius envia a dotze ambaixadors a la cort del rei Artús, per exigir-li la submissió davant Roma, tal com havien fet els seus antecessors en el tron. Els ambaixadors amenacen amb la guerra, en cas que Artús refusi. Una vegada tot sol amb els seus Cavallers de la Taula Rodona, Artús decideix enfrontar-se militarment a Roma, i comença a reunir un exèrcit per marxar cap a Itàlia. En la seva absència, deixa Constantine i Baudwin a càrrec del regne. Artús va desembarcar a Flandes, i va sostenir diverses batalles amb els romans en territori francès. A París, el rei Artús es va enfrontar finalment amb Lucius. L'exèrcit anglès va derrotar el romà, que estava recolzat per un exèrcit de sarraïns, i després el rei i l'emperador es van enfrontar personalment. En el combat, aquest últim se'n va emportar la pitjor part, morint després d'un cop de l'espasa Excàlibur. Després de vèncer a Lucius, Artús va entrar a Roma i es va fer coronar emperador pel Papa.
El Llibre VI és també conegut com "La noble història del senyor Lancelot", i relata, en 18 capítols, les aventures de Lancelot del Llac. El cavaller va sortir de la cort un dia amb el propòsit de buscar aventures, acompanyat del senyor Lionel. Després d'un temps no especificat on participa en tornejos, mata gegants i auxilia dames en desgràcia; Lancelot torna a Camelot dos dies abans de la festa de Pentecosta, i relata les seves aventures. Gràcies a aquestes aventures, Lancelot guanya renom com el més gran cavaller al món.
El Llibre VII, conegut com "La història del senyor Gareth", consta de 35 capítols. El llibre relata les aventures d'un aventurer sense nom que es va presentar a la cort del rei Artús, on va ser anomenat Beaumains pel senyor Keu, que el va emprar com a ajudant de cuina en la cort. Al cap d'un any, una dama va acudir a la taula rodona demanant l'auxili d'un cavaller. Beaumains va ser armat cavaller per Lancelot i va partir amb la dama, que va trigar a prendre's de debò al cavaller recentment armat, pel seu passat com a ajudant de cuina. Després de diverses aventures, Beaumains revela el seu veritable nom, Gareth d'Orkney, i és admès com un cavaller més de la taula rodona.
El Llibre VIII, podria ser una obra independent per si mateixa. Relata, en 41 capítols, la història de El senyor Tristany de Liones, des del seu naixement fins al seu matrimoni amb La Beale Isoud. Fragments d'aquesta història reapareixen en l'òpera Tristany i Isolda, de Richard Wagner, encara que aquesta no va ser la seva font primària d'inspiració. El fet que Tristany ja hagués aparegut com a adult en els llibres II i VII no sembla afectar la fluïdesa de la narració.
La cort del rei Artús torna a ser l'escenari principal en el Llibre IX, que divideix als seus 43 capítols per narrar les aventures de Tristany, Sir Palomides i Breunor li Noire, anomenat "La Cota mal Tallada". L'acció del Llibre X arrenca immediatament després dels fets narrats en el llibre predecessor; durant un torneig organitzat per Artús, on Sir Tristany lluita amb un escut que va obtenir com a regal de Morgana. Amb 88 capítols, el llibre X és el més llarg de tots, i dedica també algunes pàgines a Palomides i Lancelot.

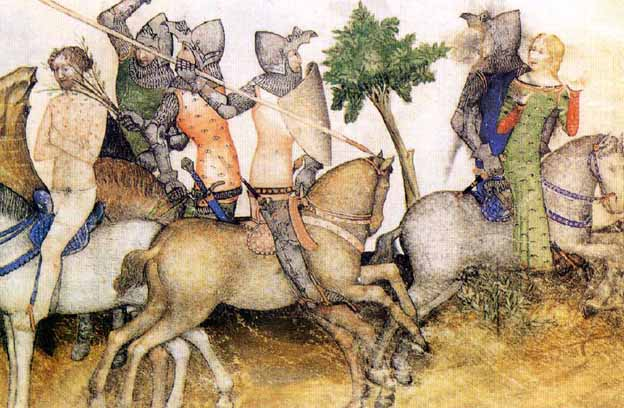
En el Llibre XVI, Boors es veu en el dilema de rescatar a Lionel (nu sobre el cavall blanc, a l'esquerra) o a una donzella en perill.

Els Llibres XI i XII, tots dos de 14 capítols cadascun, giren al voltant de Lancelot i dels anys que va passar al castell del rei Pelles. Durant aquests anys, Elaine, la filla de Pelles, enganya amb màgia a Lancelot i conceben a Galaaz, que estava destinat a tenir un lloc més prominent en la cavalleria que el del seu pare. Per primera vegada, es parla en detall del Sant Grial (Sangrail), el qual estava en custòdia de Pelles, que era parent de Josep d'Arimatea Pelles permet que Lancelot vegi el Greal i es beneficiï dels seus poders curatius. No obstant això, Lancelot no pot tocar al Grial, ja que aquest honor estava reservat per a un cavaller més "pur" que ell. Lancelot es retira a viure a l'Illa Joiosa canviant-se el nom per li Chevaler Mal Fet. Acompanyat per Elaine i un seguici de vint donzelles, Lancelot roman en l'exili alguns anys (tota la infància del seu fill) fins que Ginebra el mana buscar, a través de Perceval i Hèctor de Maris.

### Llibres XIII al XVII, laDemanda del Sant Greal
Aquests cinc llibres relaten la cerca del Sant Grial, pròpiament dita; que dura aproximadament cinc anys. Fins a aquest moment, el Grial ha aparegut en la narració com un objecte misteriós i pràcticament inaccessible, el qual va ser vist per Sir Lancelot breument en el passat. No és fins al Llibre XIII, de 20 capítols, que l'aventura de trobar el Grial és formalment empresa pels cavallers de la Taula Rodona. En aquest llibre, Galaaz ha complert quinze anys, i és armat cavaller pel seu pare. Tots dos es reuneixen amb la cort del rei Artús, i Galaaz ocupa el seient perillós en la Taula Rodona.
Quan Artús va veure que el seient perillós havia estat ocupat sense que l'ocupant morís, va entendre que havia arribat el moment de buscar el Sant Greal. El rei va convocar llavors a un torneig a Winchester per celebrar el començament de l'aventura. En les justes que va sostenir en el torneig, Galaaz va vèncer a tots els cavallers, amb excepció de Perceval i Lancelot. Després del torneig, la Demanda del Sant Grial va començar amb els vots que cada cavaller va fer de no tornar sense haver-hi oposat al Grial. Galaaz obté un escut que va pertànyer a Josep d'Arimatea, i Lancelot té una visió on apareix el Grial.

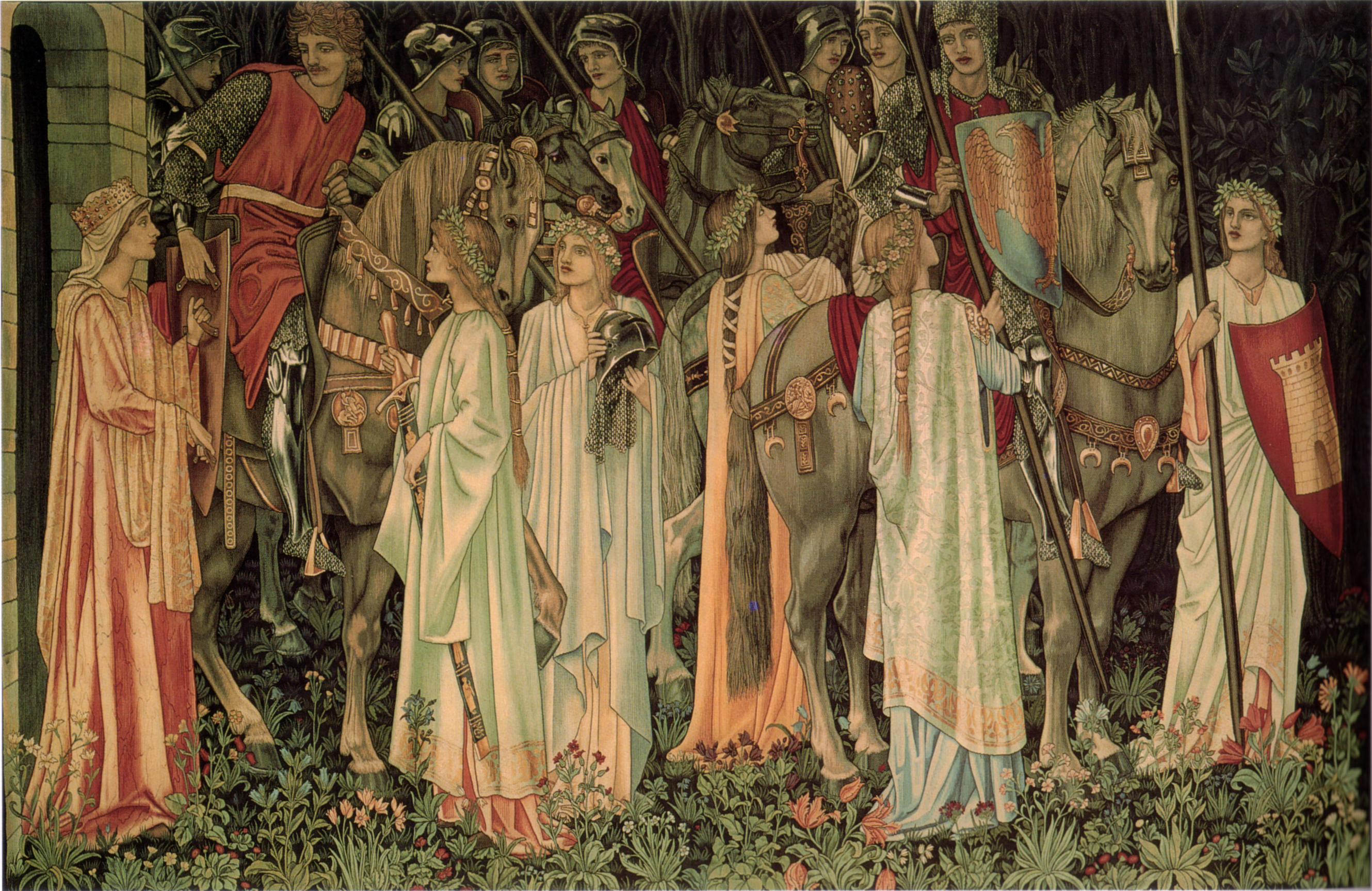
Els cavallers ja armats i disposats a partir a la recerca del Greal, Edward Coley Burne-Jones.

El Llibre XIV, de deu capítols, narra les primeres aventures de Perceval, després d'haver emprès la Demanda del Grial. En el bosc, Perceval està prop de caure en el pecat en ser seduït per una aparició del diable. No obstant això, la seva consciència el salva de pecar en l'últim instant. Els sis capítols del Llibre XV, i els 17 del Llibre XVI, relaten les aventures de diversos cavallers; entre ells Lancelot, Galvany, Boors i Lionel.
El Llibre XVII, que consta de 23 capítols, representa la culminació de la Demanda del Sant Grial. Després d'haver viscut diverses aventures cadascun per separat, els cavallers Perceval, Boors i Galaaz es troben dins d'un vaixell que els porta a la terra de Logres; i aquí aborden un segon vaixell, amb la guia de la germana de Perceval. Una vegada a bord, van saber que la nau havia estat construïda segles abans pel rei Salomó, que va deixar l'espasa de David en el seu interior, esperant a l'últim del seu llinatge. El vaixell els porta a terres no especificades, on els tres cavallers, sempre acompanyats per la germana de Perceval, corren diverses aventures en boscos i castells. La germana de Perceval mor dessagnada en una de tals aventures, i Galaaz retroba al seu pare Lancelot. Pare i fill se separen novament per continuar amb la cerca del Grial, que es troba a Carbonek, el castell del rei Pescador. Lancelot és el primer a arribar al castell, i després de veure breument el Grial cau en un estat inanimat durant vint-i-quatre dies, per la qual cosa se'l creu mort. En recobrar la consciència, Lancelot torna a Logres, doncs abans de perdre el coneixement, una veu li havia dit que no li estaria permès apropar-se més al Grial.
Galaaz, Perceval i Boors arriben a Carbonek quan Lancelot ja havia partit. Al castell, els tres cavallers s'alimenten del Sant Grial. Galahad sana al rei Tullit, seguint les instruccions de José de Arimatea, que apareix en forma de visió. En tornar al vaixell de Salomón, troben dins al Grial novament, i són transportats fins a la terra de Sarras. Allí, Galaaz va ser coronat rei, i davant una altra visió, aquesta vegada del fill de José de Arimatea, Galaaz decideix lliurar la seva ànima, que és recollida pels àngels i portada al cel. Després de lamentar la pèrdua del seu company, Perceval deixa les armes i es converteix en ermità a Sarras, on mor un any després. Sir Bors torna llavors a Camelot per relatar la història, i posar fi a la Demanda del Sant Grial.

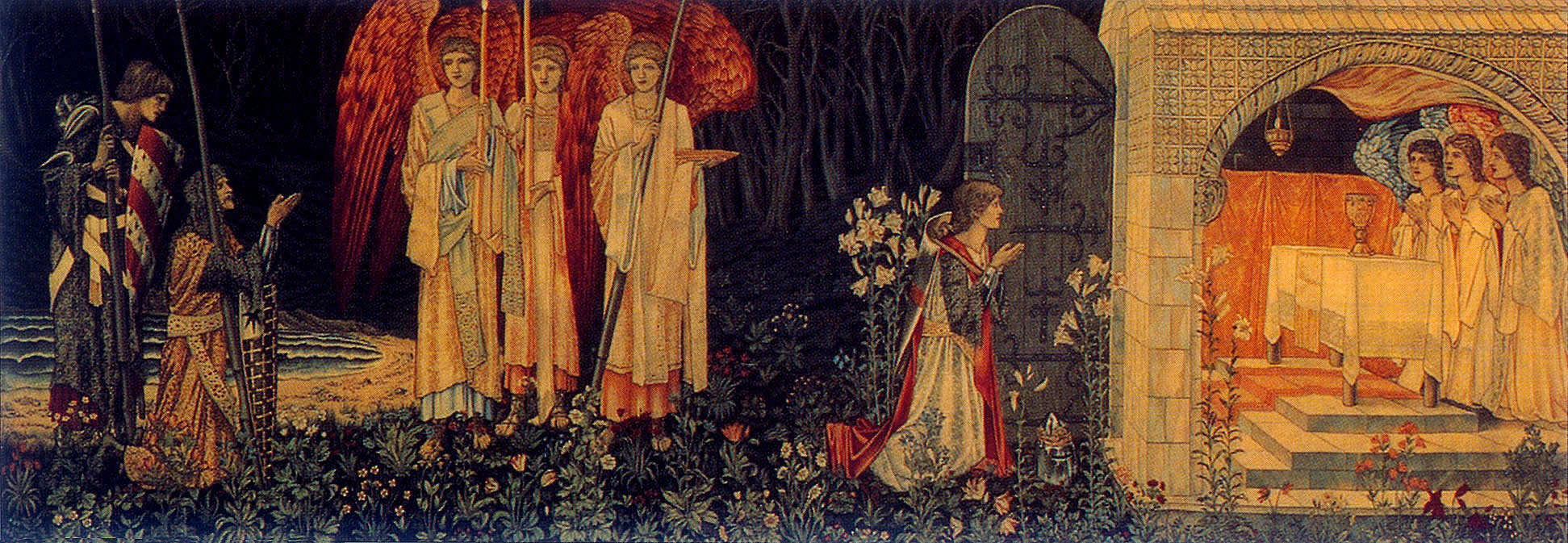
Galaaz, Perceval i Boors troben el Sant Greal; pintura d'Edward Burne-Jones.

### Llibres XVIII al XXI
Els llibres finals de l'obra, relaten la caiguda final del regne. L'acció del Llibre XVIII comença gairebé immediatament després de la tornada de Sir Bors i Sir Lancelot i el gaudi a la cort per la troballa del Sant Grial i la fi de l'aventura. De seguida, Sir Lancelot cau enamorat novament de la reina Ginebra, aquesta vegada amb més fervor que abans. Els 25 capítols del llibre narren les gestes de Lancelot, incloent com salva a la reina Ginebra de ser executada, acusada de traïció i assassinat. En el Llibre XIX, Ginebra és capturada per Sir Meliagaunt quan aquesta sortia a recollir flors. Meliagaunt sentia amor per la reina des de feia anys, però mai s'havia atrevit a apropar-se per temor a Lancelot, el Cavaller de la Carreta. Encara que Ginebra va sortir escortada per deu cavallers de la taula rodona, els cavallers de Meliagaunt els duplicaven en nombre, així que van ser capturats juntament amb Ginebra. Sir Lancelot és qui arriba a rescatar a la reina, matant a Meliagaunt. El Llibre XIX consta de tretze capítols.
En els dos llibres finals, el regne ha entrat en l'espiral de la seva destrucció. En els 22 capítols del Llibre XX, Sir Agravain, fill de la germana d'Artús, Morgawse, i Lot d'Orkney, recolzat per Sir Mordred, fill incestuós de Morgawse i Artús, manifesta el seu descontentament per l'adulteri viscut entre la reina i Lancelot. Agravain parla sobre aquest tema amb Artús, i li proposa emboscar a Lancelot per enxampar-lo en ple acte. Així ho van fer, sorprenent a Lancelot i a la reina en ple "acte amorós". Lancelot es va armar per combatre amb el que tenia a disposició, aconseguint matar a Agravain i a dotze cavallers. Sir Mordred va aconseguir escapar, ferit. En arribar Mordred a Camelot, va relatar al rei la sort d'Agravain i els altres, i de la traïció de Ginebra i Lancelot. Artús llavors va declarar la guerra en contra de Lancelot, i va portar al seu exèrcit a assetjar el castell del seu enemic. El papa va intercedir en el conflicte, i Lancelot va marxar a França acompanyat de nombrosos cavallers, entre ells els seus cosins Sir Bors i Sir Lionel. Artús va participar en la seva persecució, deixant a Mordred a càrrec del regne, amb el títol de governador principal de tota Anglaterra.

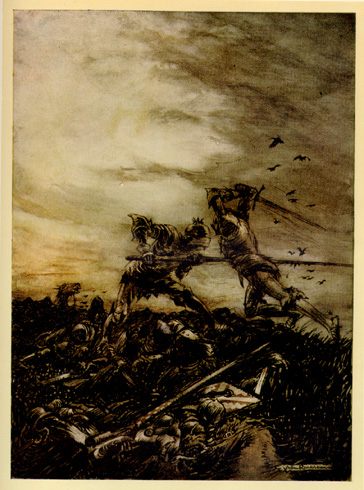
Batalla final entre Artús i Mordred, obra d'Arthur Rackham

Mordred aprofita l'oportunitat per usurpar el tron, i al principi del Llibre XXI, fa córrer el rumor que Artús havia mort en combat. En conseqüència, va fer nomenar un parlament nou, i es va fer coronar rei. Després, va intentar casar-se amb la reina Ginebra, encara que aquesta va aconseguir escapar per refugiar-se a la Torre de Londres. Quan Artús es va assabentar del que Mordred feia en el seu regne, es va veure obligat a retirar-se de la guerra que sostenia contra Lancelot. Mordred el va esperar a Dover per evitar que desembarqués; els exèrcits es van embardissar en una batalla on va morir Sir Gawain, nebot d'Artús. Mordred i el seu exèrcit van fugir a Canterbury. Mentre Artús el buscava infructuosament, Mordred va reclutar molts cavallers. Els dos personatges es van trobar a Salisbury, on va tenir lloc la batalla final entre tots dos. La nit anterior a la batalla, Artús havia somiat que Gawain li demanava no lluitar amb Mordred, doncs això li portaria la seva pròpia mort. En aquest somni, Gawain li va assegurar que Mordred seria derrotat per Lancelot en un mes, i Artús recobraria el seu regne. Artús va pactar llavors una treva amb Mordred, i es va reunir per debatre amb ell. Desafortunadament, un dels cavallers que testificaven la reunió, va desembeinar l'espasa per matar un escurçó. Les hosts de tots dos costats van pensar que aquesta era un senyal per al començament de la lluita, i es van llançar a la càrrega, desencadenant la batalla no desitjada pel rei. En el combat final del rei Artús, aquest travessa el cos de Mordred amb la seva llança. Mordred, agonizant, avança sobre la llança i aconsegueix assestar un cop mortal al rei. Amb l'ajuda del cavaller Sir Bedevere, el moribund rei Artús envia l'espasa Excalibur al fons d'un llac, on la mà de la Dama del Llac sorgeix de l'aigua i rep l'espasa. De seguida, Bedevere puja al rei a la barca en la qual va Morgana, ara penedida de tot el dolent que va fer al rei, que el transportarà a l'illa de Avalón, on intentaran sanar la seva ferida. Més tard, Sir Bedevere troba una tomba sense nom prop de Glastonbury, i sospita que qui allí està enterrat és el rei Artús.
El llibre acaba relatant la destinació de Ginebra, que abans de morir, es retira a un convent; i el de Lancelot, que retorna a Anglaterra per assabentar-se del succeït, i es converteix en ermità. El Llibre XXI està dividit en tretze capítols.

### Els personatges
A la taula següent es llisten alguns dels personatges principals de La mort d'Artús, així com els noms equivalents que han estat utilitzats en diverses obres artúriques.
Únicament es llisten aquells de gran rellevància, o aquells els noms dels quals poden donar lloc a confusions.
| Nom original a La mort d'Artús | Nom en català     | Altres noms amb els que es coneix el personatge           | Descripció                                                                  |
| Arthur                         | Artús             | Artur, Artorius                                           | Rei d'Anglaterra, senyor d'Excàlibur                                        |
| Merlin                         | Merlí             | Merlinus, Myrddin Emrys, Merlinus Ambrosius, Myrddin Wylt | Mag i remeier, tutor d'Artús                                                |
| Morgan Li Fay                  | Morgana           | Morgian, Morgaine, Argante, Murgen, Morganne              | Fada, filla de Gorlois i Igraine, enemiga d'Artús i Ginebra                 |
| Launcelot du Lac               | Lançalot del Llac | Lancelot du Lac                                           | Cavaller, fillol de la Dama del Llac, amant de Ginebra                      |
| Guenever                       | Ginebra           | Gwenhwyvar, Wilongee, Guhenumara                          | Filla del rei de Cameliard, muller d'Artús                                  |
| Mordred                        | Mordret           | Medraut, Morderit, Medrawd                                | Fill d'Artús i Morgause, enemic d'Artús i Lancelot                          |
| Nimue                          | Viviana           | Nyneve, Vivien, Nimenche, Nivianne, Niniana               | Dama del Llac, amant de Merlí                                               |
| Uther Pendragon                | Uterpendragó      | Uther Pendragon, Uthr Ben-Dragon                          | Pare d'Artús, enemic de Gorlois                                             |
| Igraine                        | Igraine           | Ygerne, Eigyr, Ingerna                                    | Esposa de Gorlois i després d'Uterpendragó, mare d'Artús                    |
| Gorlois                        | Gorlois           | Garlois, Gorlais                                          | Duc de Cornualla, pare amb Igraine de Morgause, Elaine i Morgana            |
| Gawain                         | Galvany           | Gauvain, Galvaginus, Gwalchmei-ap-Gwyar                   | Nebot d'Artús, Cavaller de la taula rodona                                  |
| Morgawse                       | Morgause          | Morcadés, Gwyar, Anna, Margaws                            | Filla d'Igraine i Gorlois, muller del rei Lot, mare de Galvany i de Mordret |
| Galahad                        | Galaaz            | Galaad, Galaaç, Gwalchavad                                | Fill de Lancelot i Elaine, Cavaller de la Taula Rodona, troba el Greal      |

## Influència

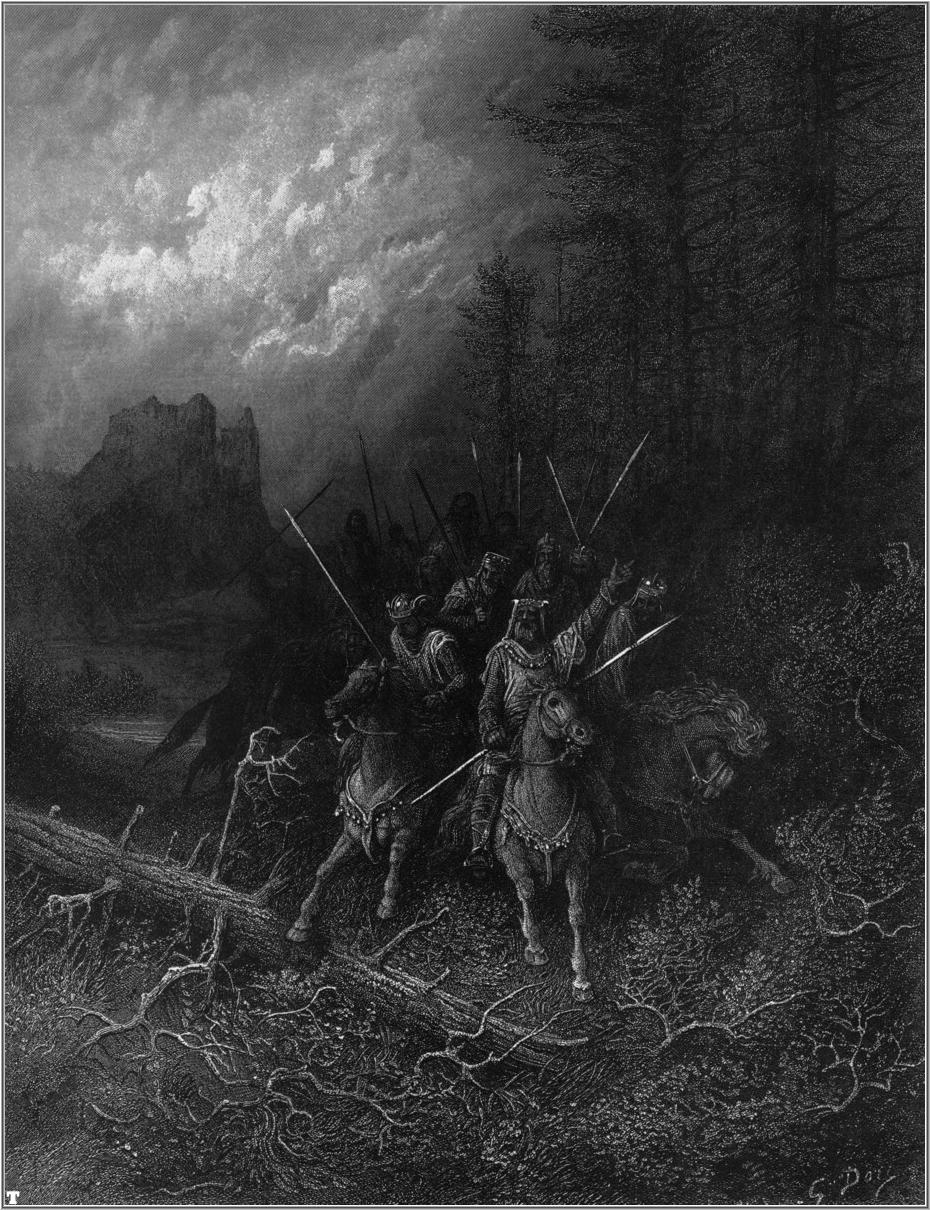
Il·lustració de Gustave Doré pels Idil·lis del rei, de Tennyson

La mort d'Artús és, segons L. D. Benson, "l'única obra literària anglesa escrita entre Chaucer i Shakespeare que encara és llegida avui dia amb renovats fervor i plaer". Aquesta obra ha estat, com moltes altres del gènere artúric, reinterpretada i utilitzada com a font per artistes de diverses nacionalitats en segles posteriors. Passatges de la mort d'Artús van ser reinterpretats per Alfred Tennyson en la seva obra victoriana Idylls of the King ('Idil·lis del rei') el 1859; encara que, conseqüent amb el seu moment històric, Tennyson presenta a la llegenda del rei Artús dominada per una visió moralista que està molt lluny del tractament de Malory.
Més endavant, dos autors del segle XX van retreballar l'obra de Malory, però amb un estil i un humor més moderns: John Steinbeck autor d'Els fets del rei Artús i els seus nobles cavallers i T. H. White. A més, alguns estudiosos han notat la influència de Malory en autors com a C. S. Lewis, autor de les Cròniques de Narnia, i T. S. Eliot, guanyador del premi Nobel de Literatura el 1948.
Encara que les llegendes artúriques han aparegut en el cinema moltes vegades, dues pel·lícules reconeixen haver-se inspirat directament de La mort d'Artús: Els cavallers de la taula rodona de Richard Thorpe (1953) i Excalibur de John Boorman (1981). De manera indirecta a través de l'obra de T. H. White, La mort d'Artús va influir dues altres pel·lícules: The Sword in the Stone, dibuixos animats de Wolfgang Reitherman (1963) i Camelot, dirigida per Joshua Logan (1967).